# Bohayella nixoni
Bohayella nixoni är en stekelart som först beskrevs av Trevor Huddleston och Walker 1988.  Bohayella nixoni ingår i släktet Bohayella och familjen bracksteklar. Inga underarter finns listade.